# Bruno Wedding
Bruno Wedding (* 16. Januar 1869 in Berlin; † 30. November 1931 ebenda) war ein deutscher Diplomat.

## Leben
Wedding war Jurist und Gerichtsassessor sowie Geheimer Legationsrat, Vortragender Rat und später Direktor im Auswärtigen Amt (AA). Von 1902 bis 1903 war er Vizekonsul in Kopenhagen. Er bat mit Schreiben vom 17. Juni 1919 an den Reichsminister des Auswärtigen um seine Verabschiedung für den Fall, dass die „schmählichen Strafbestimmungen“ Bestandteil des Versailler Vertrages werden würden. Am 10. Juli 1919 erfolgte die Versetzung in den einstweiligen Ruhestands. Von 1919 bis 1920 war er erneut im AA tätig und Leiter der Hauptstelle zur Verteidigung Deutscher vor feindlichen Gerichten.
Bruno Wedding war der erste deutsche außerordentliche Gesandte und bevollmächtigte Minister in Tallinn, Estland von 1923 bis 1924.